# Ricardo Durão
Ricardo Durão (13 de junho de 1928 - 22 de janeiro de 2021) foi um pentatleta moderno português. Ele competiu nos Jogos Olímpicos de Verão de 1952.
Ricardo morreu no dia 22 de janeiro de 2021, aos 92 anos.